# Max Calderan
Max Calderan, all'anagrafe Massimiliano (Portogruaro, 1º luglio 1967), è un esploratore italiano noto per le sue imprese estreme tra cui le attraversate desertiche in solitaria e in completa autonomia.

## Imprese sportive
Nell'aprile 2006 è stato il primo al mondo ad attraversare di corsa il deserto del Qatar, impiegando 38 ore e 10 minuti a percorrere 202 km, e nel gennaio 2007, in Oman, percorre 437 km in 90 ore e 20 minuti, sulla linea ideale del tropico del Cancro.
Tra le altre imprese, c'è quella dell'agosto 2007, sempre in Oman (regione di Ramlat al-Wahiba), dove percorse 200 km in 48 ore in piena estate (+56 °C), e quella dell'agosto 2008, ancora in Oman, 360 km in 75 ore sulle Sharqiya Sands.
Nel maggio 2009 percorre la tratta Ramallah-Monte Sinai, correndo la Run for Love partendo da Ramallah. Dopo l'incontro con il Presidente della Palestina Abu Mazen attraversa Gerusalemme fino al confine con Gaza. La sua corsa viene fermata a un posto di blocco israeliano (Khalanda Check point). Viene indetta una conferenza stampa a Gerusalemme con il responsabile dell'UNRWA. L'impresa di Max Calderan è stata scritta in un libro sacro custodito nel monastero di Santa Caterina, ai piedi del monte Sinai.
Nell'agosto 2012 percorre la Egitto coast to coast attraverso il deserto del Sinai, percorrendo 250 km in 48 ore dal Golfo di Suez a quello di Aqaba seguito dalle telecamere di Al Jazeera che produce un documentario dal titolo Son of the desert.
Nel marzo 2016, negli Emirati arabi uniti, percorre 367 km in 128 ore sulla linea ideale del tropico del Cancro.
Residente a Dubai, conosce perfettamente l'arabo, e nei deserti si fa chiamare Al Madhi.
Vincitore del Pentathlon militare, si laurea in Scienze motorie con 110 e lode e nel 1988 viene insignito della Medaglia di bronzo al merito civile dal presidente della Repubblica Francesco Cossiga.
Il 2 febbraio 2020 attraversa a piedi il deserto del Rub' al-Khali, il cosiddetto Quarto Vuoto, il deserto sabbioso più grande del mondo. Partito il 16 gennaio 2020 da Najrān, percorre 1100 km di sabbia in 18 giorni per giungere sino al confine con gli Emirati Arabi. Il percorso da lui fatto è stato denominato la Calderan Line, in onore della sua impresa. 